# داني باركر
داني باركر (بالإنجليزية: Danny Barker)‏ هو عازف جاز ومغن مؤلف أمريكي، ولد في 13 يناير 1909 في نيو أورلينز في الولايات المتحدة، وتوفي بنفس المكان في 13 مارس 1994.

## وصلات خارجية
- داني باركر على موقع IMDb (الإنجليزية)
- داني باركر على موقع ميوزك برينز (الإنجليزية)
- داني باركر على موقع أول ميوزيك (الإنجليزية)
- داني باركر على موقع ديسكوغز (الإنجليزية)